# Věrnostní program
Věrnostní program (anglicky loyalty program) je marketingový nástroj, který má odměnit stávající zákazníky (uživatele služeb) a zajistit jejich věrnost a zároveň získat důvěru budoucích zákazníků. Cílem věrnostního programu je přimět zákazníka, který jednou nakoupil nebo využil služby společnosti, aby se stal trvalým a věrným zákazníkem či zůstal u určitého produktu delší dobu. Věrnostní program patří mezi klasické nástroje podpory prodeje.

## Základní princip
V praxi věrnostní program spočívá v tom, že za užívání služeb jsou udělovány body a za určitý počet bodů získá zákazník dárek nebo slevu. Věrnostního programu často využívají firmy, které se obávají (nebo již zaznamenávají) přesun zákazníků ke konkurenci.Věrnostní programy slouží také k získávání údajů o zákaznících, na jejichž základě může společnost efektivně budovat databázi zákaznických kontaktů. Ve většině případů ovšem nebývá označení věrností program zcela na místě. Zákazníci se tyto poskytované dárky, slevy a výhody naučili považovat u podobných věrnostních programů za samozřejmost a přistupují k nim zcela utilitárně. Věrnostní programy mají totiž málokdy dostatečný osobní charakter, aby skutečně zajišťovaly a posilovaly loajalitu zákazníků k dané značce. Je to doloženo i faktem, že řada lidí je členem několika konkurenčních věrnostních programů zároveň. I přesto věrnostní programy mohou představovat velmi efektivní způsob, jak stimulovat a podporovat zákazníky k pravidelnému nákupu.

## Dělení věrnostních programů
- Dárkové věrnostní programy – dárky a vzorky zdarma.[5]
- Slevové věrnostní programy – sleva na další nákup, zvýhodněné nabídky, poukázky na odběr zboží v určité ceně, produkty za snížené ceny, prémie.[6]
- Rabatové věrnostní programy – sleva za odběr zboží v určité hodnotě.[6]
- Kombinované věrnostní programy – Spotřebitel obdrží věrnostní kartu, která ho zařadí do věrnostního klubu a stává se tedy věrným zákazníkem. Na této kartě jsou body shromažďovány. Spotřebitel si tak může vybrat, zda si za uspořené body vezme dárek, vyčerpá slevu, nebo body použije k dalšímu nákupu. Jedná se o nejčastěji využívanou formu.[6]

## Směry věrnostních programů
Věrnostní programy jsou zaměřeny na dva základní směry:

### nazákazníka
Zákaznické věrnostní programy (consumer loyality programs) řadíme mezi marketingové nástroje, zaměřené na dlouhodobou podporu prodeje a motivaci cílové skupiny. Zapojením do těchto programů zákazník získá možnost čerpat určité výhody ve formě dárku, slevy, snížené ceny apod. Vše za předpokladu dlouhodobé spotřeby daného výrobku či služby. Ty dělíme je do dvou základních skupin:
- Zákaznické věrnostní kluby – zákazník po registraci obdrží zákaznickou kartu (identifikátor členství). Nákupem zboží v obchodu či řetězci od dodavatele získá zákazník „body“. Tyto body pak může směnit za různé výhody. (např. slevu za určitý objem nákupu, drobné dárky, a vzorky smluvních partnerů.).
- Sdružené řetězce (dvojí cesta) - více nekonkurenčních, maloobchodních řetězců se zapojí do jednoho věrnostního systému.

### na obchodníka
Jedná se o distributorské věrnostní programy (trade loyality programs). Cílem těchto věrnostních programů je kromě zvýšení prestiže a hodnoty značky, nebo popularity výrobku ze strany obchodníků, vybudovat také jejich věrnost ke značce a položit tak základy jejich zájmu o práci s výrobky. Zaměřuje se na aktivní přístup velkoobchodníků a maloobchodníků k participaci (účasti) na obchodních a marketingových aktivitách dané obchodní společnosti.

## Přínosy věrnostních programů
- Posílení dobrých vztahů se stávajícími zákazníky.[6]
- Vybudování důvěry a trvalého obchodního vztahu s odběrateli.[6]
- Získání nových zákazníků, kteří jinak nejeví o produkty či služby zájem.[6]
- Zvýšení spotřebitelovy motivace k nákupu a tím i podpory prodej produktů.[6]
- Upevnění pozice na trhu.[6]
- Získání konkurenční výhody.[6]

### Slevová karta
Slevová karta je typ věrnostní karty, který jejího držitele opravňuje ke slevě. Na základě předložení (tj. ukázání) karty před vyúčtováním (tj. v případě služeb před vyžádáním si účtu nebo v případě produktů před samotnou platbou) získá držitel(ka) takové karty slevu či výhodu. Zároveň je pro slevovou kartu charakteristické to, že ji lze využít u více smluvních partnerů (tj. na více místech, v různých oborech) a ne pouze u jedné firmy (tzn. ne jen v jedné dané obuvi nebo u jedné značky oděvů, apod.). Čerpání slev a výhod držiteli karet je množstevně a časově neomezeno až do doby expirace jejich slevové karty.
Na slevové kartě je vždy uvedeno logo nebo název firmy, která karty vydává a zároveň sdružuje poskytovatele slev a výhod. Poskytnutí slev a výhod držitelům karet je ošetřeno ve smlouvě mezi partnerem (tj. poskytovatelem slev a výhod) a firmou, která vydává slevové karty.

## Zásady efektivních věrnostních programů
Čtyři důležité zásady mohou zajistit, že věrnostní program dosáhne svých cílů a nestane se jen dalším nákladem firmy: 

### Zaměření na slibné zákazníky
Protože smyslem věrnostních programů je posílit loajalitu zákazníků, musí se firmy zaměřit na ty, kteří pravděpodobně budou loajálními nebo velkými spotřebiteli jejich produktů.

### Budování loajality
Východiskem dobrého plánu je snaha odměnit zákazníky za lpění na značce. Skladba odměny by měla být navržena tak, aby platilo, že čím déle zůstane zákazník u programu, tím vyšší bude jeho výnos. Tento přístup se vyplácí zvláště dlouhodobě, protože loajální zákazníky je jednodušší si udržet a jsou ochotnější platit vyšší cenu.

### Vytvoření hodnoty pro zákazníky
Věrnostní program by měl vytvořit hodnotu, kterou si spotřebitel nemůže jen tak koupit nebo získat na trhu. Příkladem jsou věrnostní programy leteckých společností.

### Vytvoření spíše ziskového než nákladového centra
Věrnostní program by měl být strukturován tak, aby se dlouhodobě stal ziskovým centrem. Programy leteckých společností, zaměřené na časté pasažéry, mohou být klasifikovány buď jako zisková nebo ztrátová centra. Zpočátku když letecké společnosti poskytovaly letenky zdarma za nalétané míle, se musely vzdát tržeb ze sedadel, která by se za jiných okolností prodala. Letecké spol. však minimalizovaly tyto ztráty zvýšením počtu mílí pro získání odměny, účtováním poplatků za vydání a další vydání prémie a omezením počtu sedadel a termínů pro nárokování prémií. Přiznáváním prémií pouze na nevyprodané lety mohou společnosti omezit náklady na prémie tak, že dosahují mezních nákladů na každého dodatečného pasažéra, a ty mohou být velice nízké.